# نازک‌مرغ خاکستری
نازک‌مرغ خاکستری (نام علمی: Apalis cinerea) نام یک گونه از سرده نازک‌مرغ است.